# Andrew Barker
Andrew D. Barker (* 1971) ist ein amerikanischer Jazzmusiker (Schlagzeug, Perkussion, auch Piano, Cello).

## Leben und Wirken
Barker lernte mit zehn Jahren Schlagzeug und sammelte erste musikalische Erfahrungen in Highschoolbands sowie in Punk- und Rockbands. Unter dem Eindruck von Jazzplatten mit Tony Williams und Elvin Jones beschäftigte er sich mit Jazz-Schlagzeugspiel. Frühen Einfluss hatte auch Musik von Sun Ra, Albert Ayler oder des Art Ensemble of Chicago. Ab Mitte der 1990er-Jahre spielte er in verschiedenen Formationen in Atlanta, mit denen erste Aufnahmen entstanden, wie der Gold Sparkle Band, außerdem im Duo mit Charles Waters.
Ab Ende des Jahrzehnts arbeitete er in der New Yorker Avantgardeszene u. a. mit William Parker, Chris Jonas, Assif Tsahar, Sonny Simmons, Sabir Mateen, Jeffrey Hayden Shurdut, Tanya Kalmanovitch, Hill Greene, Daniel Carter und Edward Ricart. In den 2000er Jahren formte er mit Charles Waters (Altsaxophon, Bassklarinette) und Jaime Fennelly (Harmonium, Electronics) das Trio Acid Birds. Drei Alben kamen bislang heraus: Acid Birds (2009, QBICO Records), Acid Birds 2 (2011, Sagittarius A-Star) und Mock Load (2011, Electric Temple Records). Gegenwärtig arbeitet er mit einem eigenen Trio, dem Michael Foster und James Ilgenfritz angehören. Im Bereich des Jazz war er zwischen 1995 und 2009 an 27 Aufnahmesessions beteiligt.

## Diskographische Hinweise
- Andrew Barker/Charles Waters Duo (Earmark Records, 1997)
- Sabir Mateen, Daniel Carter, Andrew Barker: Not On Earth… In Your Soul! (Qbico, 2005)
- Rob Brown & Andrew Barker Duo: Live in Chicago (Ruby Red Editora, 2008)
- Sabir Mateen, Sirone, Andrew Barker: Infinite Flowers (Sagittarius A-Star, 2013)
- Andrew Barker, Paul Dunmall, Tim Dahl: Luddite (New Atlantis Records, 2014)
- Andrew Barker / Mikko Innanen: A Wink Is as Good as a Nod (Phantom Ear Music, 2017)
- Andrew Barker & Daniel Carter: Polyhedron (Astral Spirits, 2018)
- Barker Trio: Avert Your I (2018), mit Michael Foster, Tim Dahl
- Andrew Barker & Jon Irabagon Duo: Anemone (2020)
- Andrew Barker, William Parker und Jon Irabagon: Bakunawa (Out of Your Head Records, 2024)